# Dan Blocker

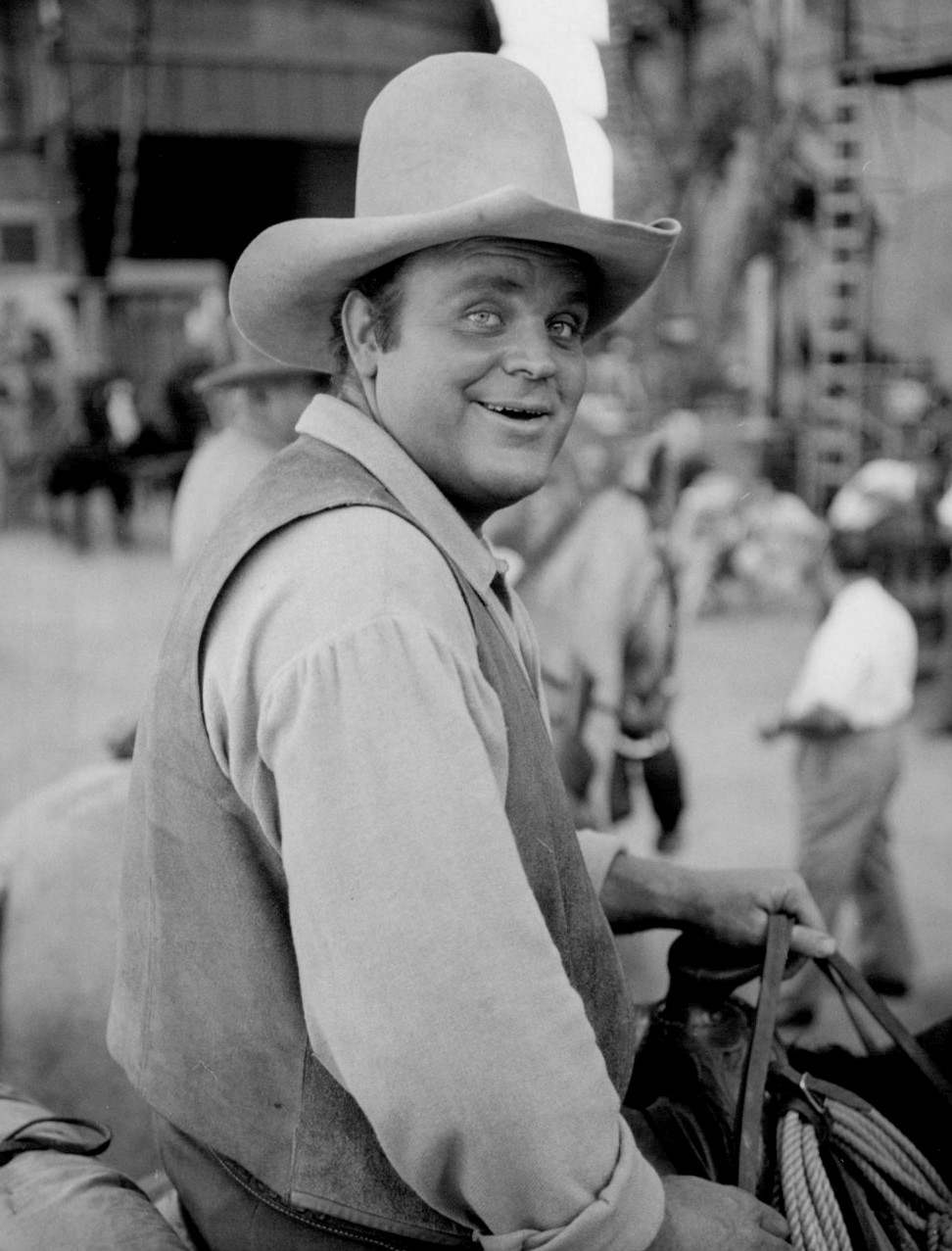

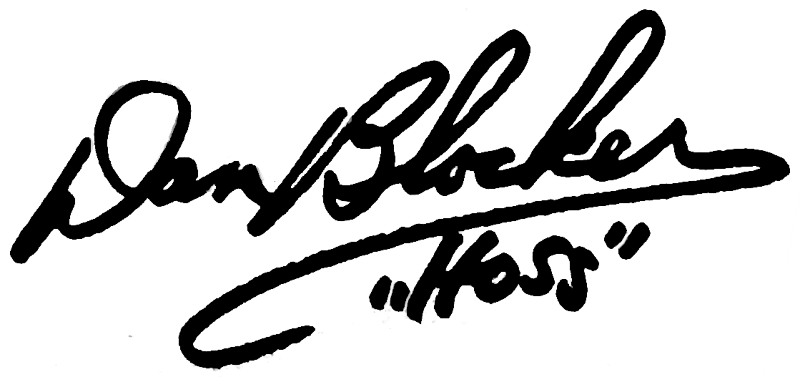
Autogramm Dan Blocker

Bobby Dan Davis Blocker (* 10. Dezember 1928 in De Kalb, Texas; † 13. Mai 1972 in Los Angeles, Kalifornien) war ein US-amerikanischer Schauspieler.

## Leben und Wirken
Dan Blocker, der vor seiner Schauspielerkarriere High-School-Lehrer in Carlsbad, New Mexico, war, wurde durch seine Rolle als Hoss Cartwright in der Westernserie Bonanza weltweit bekannt. Der großgewachsene (1,93 m), schwergewichtige (136 kg) Blocker wurde durch seinen oft komödiantischen Part in der Serie zu einem der beliebtesten Darsteller in den USA. Er spielte seine Rolle ab Beginn der Serie im September 1959; synchronisiert wurde er von Horst Breitenfeld (ARD, ZDF), Martin Hirthe (ZDF), Michael Chevalier (ZDF, SAT.1) und Thomas Braut. Er war das einzige Mitglied der Serienbesetzung mit einem akademischen Grad.
Blocker war Amateur-Motorsportler, war aber als markante Figur der Bonanza-Serie vertraglich verpflichtet, nicht selbst aktiv zu werden. Sein Team Dan Blocker Motor Racing nahm unter anderem 1966 mit von ihm verpflichteten Fahrern an der Can-Am-Meisterschaft teil.
Dan Blocker starb am 13. Mai 1972 im Alter von 43 Jahren während einer Gallenstein-Operation an einer Lungenembolie. Nach seinem Tod wurde Bonanza im Januar 1973 eingestellt. Robert Altman, der bei einigen frühen Folgen von Bonanza Regie geführt hatte und ab da mit Blocker befreundet war, widmete seinen Film Der Tod kennt keine Wiederkehr dem verstorbenen Freund, der bei diesem Film nicht, wie ursprünglich geplant, erneut mit ihm zusammenarbeiten konnte.
Blocker war knapp 20 Jahre mit Dolphia Parker verheiratet. Das Paar hatte zwei Söhne und Zwillingstöchter, deren Vornamen alle mit dem Buchstaben D beginnen. Sein Sohn Dirk und seine Tochter Debra Lee wurden ebenfalls Schauspieler, der Sohn David wurde Produzent. Die andere Tochter heißt Danna Lynn.

## Filmografie (Auswahl)
- 1956, 1958: Rauchende Colts (Gunsmoke, Fernsehserie, Folgen 1x39, 4x06)
- 1957: Das Mädchen mit den schwarzen Strümpfen (The Girl in Black Stockings)
- 1957, 1958: Cheyenne (Fernsehserie, Folgen 2x10, 3x19)
- 1958: Maverick (Fernsehserie, Folge 2x08)
- 1958: Sugarfoot (Fernsehserie, Folge 1x11)
- 1958: Richard Diamond, Privatdetektiv (Fernsehserie, Folge 2x08)
- 1958: Have Gun – Will Travel (Fernsehserie, Folge 1x29)
- 1958: Westlich von Santa Fé (The Rifleman, Fernsehserie, Folge 1x09)
- 1959–1972: Bonanza (Fernsehserie, 415 Folgen)
- 1959: Der Totschläger (The Young Captives)
- 1963: Wenn mein Schlafzimmer sprechen könnte (Come Blow Your Horn)
- 1964: Valentine’s Day (Fernsehserie, Folge 1x10)
- 1968: Die Lady in Zement (Lady in Cement)
- 1968: Big John macht Dampf (Something for a Lonely Man)
- 1970: Eine Frau für Charley (Cockeyed Cowboys of Calico County)

## Auszeichnungen
- 1969: Bambi